# Гонсалес Туньон, Рауль
Рауль Гонсалес Туньон (исп. Raúl González Tuñón, 1905—1974) — аргентинский поэт, журналист и путешественник. Для его творчества характерны обращения к социальной и революционной тематике.

## Краткая биография
Родился в Буэнос-Айресе. Его старший брат, Энрике Гонсалес Туньон (1901—1943), также стал известным литератором — драматургом, поэтом и журналистом.

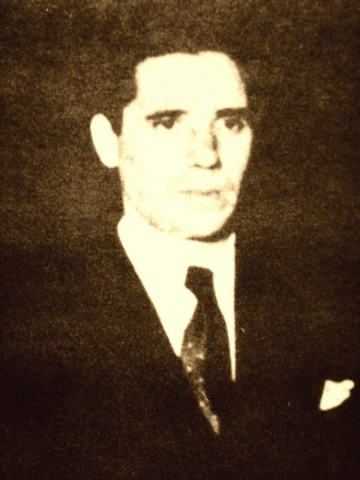
Рауль Гонсалес Туньон

В двадцатые годы Рауль Гонсалес Туньон участвовал в жизни литературного авангарда Аргентины. Много путешествовал по Европе, жил в Париже и Мадриде, познакомился со многими литераторами, среди которых — Робер Деснос (1900—1945), Сесар Вальехо (1892—1938), Рафаэль Альберти (1902—1999), Мигель Эрнандес (1910—1942), Федерико Гарсиа Лорка (1898—1936), Пабло Неруда (1904—1973).
В 1920-х годов и 1930-х годов годах Рауль Гонсалес Туньон работал в газете Crítica вместе со своим братом Энрике, а также такими литераторами, как Хорхе Луис Борхес (1899—1986), Роберто Арльт (1900—1942), Карлос де ла Пуа (1898—1950). Он также сотрудничал с газетой Clarín, в которой публиковал свои рецензии, а также путевые заметки.
В начале своей литературной деятельности Рауль Гонсалес Туньон придерживался ультраистского направления, основным требованием которого к поэтике была метафора как средство создания «концентрированного поэтического образа». Более поздние произведения наполнены идеями борьбы и протеста.
Член Коммунистической партии Аргентины.

## Произведения
Автор многих сборников стихотворений. Некоторые из них:
- Las puertas de fuego, 1923
- El violín del diablo («Скрипка дьявола»), 1926
- Miércoles de ceniza («Пепельные среды»), 1928
- La calle del agujero en la media («Улица дырявого чулка»), 1930
- El otro lado de la estrella, 1934
- Todos bailan, poemas de Juancito Caminador, 1934
- La rosa blindada, 1935
- Ocho documentos de hoy, 1936
- Las puertas del fuego, 1938
- La muerte en Madrid («Смерть в Мадриде»), 1939
- Canciones del tercer frente, 1939
- Nuevos poemas de Juancito Caminador («Поэмы Хуансито Странника»), 1941
- La calle de los sueños perdidos, 1941
- Himno de pólvora, 1943
- Primer canto argentino, 1945
- Dan tres vueltas y luego se van
- Hay alguien que está esperando, 1952
- Todos los hombres del mundo son hermanos («Все люди мира — братья»), 1954
- La cueva caliente, 1957
- La Luna con Gatillo («Луна с курком»), 1957 — двухтомник его лучших стихотворений[1]
- A la sombra de los barrios amados, 1957
- Demanda contra el olvido, 1963
- Poemas para el atril de una pianola, 1965
- La literatura resoplandeciente, ensayos, 1967
- Poemas para el atril de una pianola Crónicas
- Crónicas del país del nunca jamás, 1967
- La veleta y la antena, 1969
- Selección de Poesía (1926—1948)
- El Rumbo de las islas perdidas, 1969
- Antologia poética, 1970
- El Caballo Muerto"
- El banco de la plaza: los melancólicos canales del tiempo, 1977

На русском языке в 1962 году была опубликована антология стихотворений Туньона «Розы в броне».

Та улица… (Подобная есть в городе любом.)
Та женщина любимая в берете голубом…
Мы шли по этой улице, где — ни души окрест…
А в балагане ярмарки вовсю гремел оркестр.
…
Я жил когда-то там… Давно… И вновь на сердце грусть.
Ведь «жил когда-то» — всё равно, что «больше не вернусь».
— Рауль Гонсалес Туньон. Из стихотворения «Улица дырки в чулке». Перевод Сергея Гончаренко